# أودياس
بلدية أودياس (بالإسبانية: Udías)، هي إحدى بلديات منطقة كانتابريا, المصنفة على أنها مقاطعة أيضاً، في شمال إسبانيا.
يبلغ عدد سكانها 823 نسمة وفقاً لإحصائية سنة (2002).